# Schloss Schönbrunn Orchester Vienna
Das Schönbrunn Orchester Vienna ist ein 1997 gegründetes Orchester mit über 100 Musikern, die allesamt in Wien studiert haben und großteils in Wien leben. Das Orchester mit Sitz in der Orangerie Schönbrunn hat sich der Pflege der Wiener Klassik (Joseph Haydn, Wolfgang Amadeus Mozart, Ludwig van Beethoven), der Wiener Romantik (Franz Schubert) und der Musik der Familie Strauss verschrieben.

## Konzerte in Wien
Das Orchester tritt jeweils in der Zeit vom 1. April bis 31. Oktober und vom 25. Dezember bis 1. Januar jedes Jahres im Schloss Schönbrunn auf. Darüber hinaus finden Konzerte im Wiener Musikverein und im Schlosstheater Schönbrunn statt. 

## Konzertreisen ins Ausland
Im Winter bereist das Orchester mit unterschiedlichen Programmen die ganze Welt – von Skandinavien (Dänemark, Norwegen, Schweden, Finnland) über Russland, Rumänien, Bulgarien und Griechenland bis nach Spanien und Italien. 2008 wurde erstmals Japan bereist und 2010 die USA. 
Ende 2011 gastierte das Orchester in Athen (Megaron) gemeinsam mit der Vereinigung Wiener Staatsopernballett unter Gregor Hatala und danach im Kreml in Moskau vor 4500 Besuchern, wo es ein Programm mit Werken von Johann Strauss aufführte, begleitet von Mara Mastalir (Wiener Volksoper) und Thomas Weinhappl.